# Шелудченко Віра Тимофіївна
Шелудченко Віра Тимофіївна (нар. 23 травня 1952, смт Чуднів Житомирської області) — міська голова Житомира з 9 квітня 2006 по 9 листопада 2010 року.

## Освіта
В 1969 році закінчила Чуднівську середню школу з відзнакою.
З 1969 по 1974 роки навчалася на хіміко-технологічному факультеті Київського інституту легкої промисловості. Отримала кваліфікацію «інженер хімік-технолог». Перша робота — змінний майстер.

## Професійний досвід
- З 1974 по 1995 роки — працювала начальницею зміни, начальницею цеху, заступницею начальника виробництва Житомирського заводу «Хімволокно».
- З 1995 року — головний інженер СП «Житомир-Полісакс».
- З 1999 року і до моменту обрання на посаду Житомирського міського голови працювала директором СП «Житомир-Полісакс».

## Громадська діяльність
- Голова Ради директорів підприємств Корольовського району Житомира.
- Голова Житомирського осередку громадянського парламенту жінок України.
- Лідерка коаліції громадських організацій міста Житомира «ДО ЛАДУ!».

## Нагороди
- Орден княгині Ольги III ступеня[1]
- Орден «За визначні досягнення»
- Золота медаль «За ефективне управління»

## Сімейний стан
Одружена, має трьох дітей.